# 坎貝爾 (伊利諾伊州)
坎貝爾（英語：Campbell）是位於美國伊利諾伊州科爾斯縣的一個非建制地區。該地的面積和人口皆未知。

## 地理
坎貝爾的座標為39°23′45″N 88°12′40″W / 39.39583°N 88.21111°W，而該地的平均海拔高度為214米（即702英尺）。